# 大田原扶清
大田原 扶清（おおたわら すけきよ）は、下野大田原藩の第7代藩主。
元禄2年（1689年）、第2代藩主・大田原政清の六男・大田原晴川の長男として生まれる。元禄15年（1702年）11月に第6代藩主・清信が死去したため、その養子となり、元禄16年（1703年）2月5日に家督を継いだ。12月21日に従五位下・飛騨守に叙位・任官する。
宝永6年（1709年）5月、徳川家宣が第6代将軍に就任したとき、勅使の饗応役を務めた。正徳4年（1714年）9月から正徳5年（1715年）9月まで駿府城加番を務めている。延享2年（1745年）6月5日に江戸で死去した。享年57。
三男・建清が早世したため、家督は六男・友清が継いだ。

## 系譜
父母
- 大田原晴川（実父）
- 大田原清信（養父）
- 松平昌勝の娘（養母）

正室、継室
- 水野勝政の養女、水野勝直の娘（正室）
- 伊田氏（継室）

子女
- 大田原建清（三男）
- 大田原友清（六男）
- 大田原英清（八男）
- 大田原賢清（九男）
- 大田原元清（十一男）
- 本庄道矩正室後に前田房長室